# Plana del Rin
La Plana del Rin, també coneguda com a Graben del Rin o Depressió del Rin (en alemany Oberrheinische Tiefebene) és una depressió amb orientació nord-nord-est / sud-sud-oest des de Basilea (Suïssa) fins a Frankfurt del Main (Alemanya), amb més de 300 km de llargada per a un ample màxim de 40 km. Pertany al sistema de grabens d'Europa occidental, datat a l'Oligocè, i està delimitat per la Selva Negra i el Odenwald a l'est, el Vosges i el Bosc del Palatinat a l'oest, el Massís del Jura al sud, i el Taunus al nord. És travessat longitudinalment pel Rin (Rin Superior), de sud a nord.
La plana d'Alsàcia es troba a la part sud-oest de la fossa del Rin. L'autopista A5 alemanya travessa tota la fossa del Rin de Frankfurt, a través de Darmstadt, Mannheim, Karlsruhe, Baden-Baden, Offenburg i Friburg, a Basilea.
Conques de carbó i una conca de potassa es van formar sota la pressió dels sediments fluvio-lacustres.

## Formació geològica

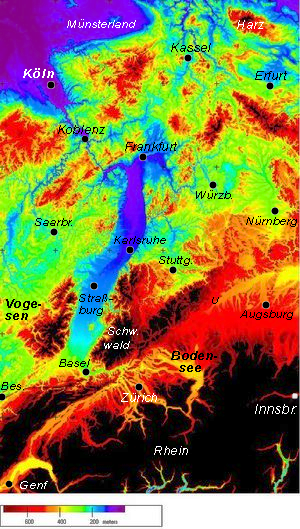
Plana del Rin (al centre en blau)

És un graben, enmig d'un rift, a causa d'una orientació est-oest de l'escorça terrestre i la litosfera, durant l'Oligocè i el Miocè. Per tant, seria una conseqüència directa de la col·lisió entre Euràsia i Àfrica. De fet, forma part d'un sistema de fissures que va des de la vall del Roine fins al fiord d'Oslo per acabar al llac Mjøsa, passant per la vall del Rin. La seva creació es va produir en dues fases des de fa 35 milions d'anys.
Segons les recents mesures geofísiques, la ruptura no arriba a l'escorça inferior de la Terra, de manera que cap procés oceanització està en curs.
Hi ha afloraments de lava al voltant de Ribeauvillé i Riquewihr, però també a Gundershoffen.

### Comparació entre els Vosges i la Selva negra
Segons Dieter Günther, el Vosges no són un reflex de la Selva negra:
- a Vosges centrals predomina el granit
- La zona de Lalaye-Lubine als Vosges és més gran que l'àrea equivalent de Baden-Baden a la Selva Negra.[3]
- No existeix en el complex Vosges del sud un complex de gneis o granit similar a la que es troba en el sud de la Selva negre.

## Aqüifer
Situat a sota de la plana, l'aqüífer del Rin (un dels més grans d'Europa) té uns 450.000 km3 d'aigua dolça estimada i subministra a uns 3 milions de persones a França i Alemanya, subministrant el 75% del seu aigua potable i 50 % de l'aigua utilitzada per la indústria. Des de la dècada de 1970 ha sofert una contaminació cada cop més greu de nitrats, pesticides, clorurs i COV.